# 峰島秀

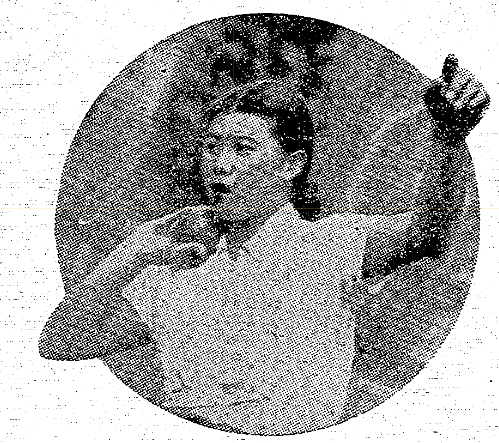
砲丸投をする峰島秀（1938年/22歳）

峰島　秀（みねしま　ひで、1916年 - 没年不詳）は、日本の女子陸上競技選手、高等女学校教師。1936年ベルリンオリンピック陸上女子円盤投代表。元円盤投日本選手権覇者。女子スポーツ黎明期に欧米の選手の好敵手として五輪で入賞した名選手として知られる。
資料によっては「峯島秀」、「峰島秀子」と表記するものもある。

## 来歴
千葉県千葉市出身で、千葉第一尋常高等小学校（現・千葉市立新宿小学校）を経て千葉県立千葉高等女学校（現・千葉県立千葉女子高等学校）に進学する。千葉高女2年生の頃よりテニスをはじめ、1931年には県下女子庭球選手権大会で、1932年には関東女子競技大会で優勝を果たした。また投擲（とうてき）種目もこの頃より始め、高女3年には学友会誌に「スポーツ界の現状を直視して」と題した論文を寄せるなど文才も発揮し、「人見二世」と呼ばれた。
日本女子体育専門学校（現在の日本女子体育大学）でもテニスを続けた一方、石津光恵の練習相手として砲丸投や円盤投を行い、成績を残している。そこで陸上競技への転向を勧められるが、なかなかテニスを諦めることができず、2年生の後半にようやく陸上に転向した。1935年に卒業後は国府台高等女学校（現・国府台女子学院）に奉職した。余暇にはベルリンオリンピック出場を目指して、日焼けもいとわず1人で黙々と円盤を投げ続けた。
1936年5月9日、ベルリンオリンピック関東陸上予選会で39m75の日本新記録で優勝、5月23日・24日の最終予選会で中村コウに次ぐ2位でベルリンオリンピック出場を決めた。千葉市ではテニスプレーヤーとして知られていたので、陸上競技でオリンピックに出場したことに驚かれたが、母校・千葉高女はすぐさま後援会を組織して500円の寄付を集め、6月5日には千葉駅で盛大な見送りを行った。8月4日のベルリンオリンピック女子円盤投では下馬評通りギーゼラ・マウアーマイヤー（ドイツ）が優勝し、日本の中村コウが38m24、峰島は37m35で5位入賞の快挙を成し遂げた。峰島の投擲シーンは記録映画『民族の祭典』に登場する。日本人が五輪の円盤投げで複数入賞したのは、この大会が最初で最後である。大会に際し、父と撮った写真が現在でもアフロに残されている。自身の競技を終えた後は、村社講平・孫基禎を声をからして応援した。8月18日、閉会式で涙し、40mの目標記録突破と1940年東京オリンピック出場に向けて決意を抱いた。
帰国後は、女子体育連盟理事に就任した。日本選手権では、1936年に37m37をマークして優勝、日本一に輝いた。当時の所属は「体専出」だった。1938年、日本政府は東京オリンピック返上を発表、代わってヘルシンキでの開催が発表された。同年2月、川崎市のマツダランプ工場に転職、体操教師兼社長秘書に就任した。さらに同年5月に埼玉県立川越高等女学校（現・埼玉県立川越女子高等学校）の教師となり、陸上指導と自身の競技力向上に励んだ。第二次世界大戦の戦火が拡大する中でも峰島はオリンピック開催を信じ、1939年1月には中村コウや山内リエらとともに台湾で12日間の強化合宿に参加した。ところが同年7月に扁桃腺の病をおして九州の大会に出場した無理がたたって病気療養が必要となり、千葉の実家に戻り、教職からも陸上競技からも退くと10月20日に読売新聞の埼玉版「埼玉読売」で報じられた。
その後、結婚して満州国へ渡ったとされるが、詳細は不明である。晩年の日本女子体育大学同窓会の名簿上では石川姓となっており、神奈川県の湘南に住んでいた。